# Wydziorki
Wydziorki, Wielka Dolina – polana w Pieninach. Znajduje się na północnym zboczu Czoła, za pasem drzew, około 25 m poniżej niebieskiego szlaku turystycznego wiodącego główną granią Pienin Czorsztyńskich. Powyżej niej jest polana Toporzyskowe, przez którą przechodzi ten szlak.
Wydziorki znajdują się na wysokości około 750–790 m na stoku lekko opadającym w kierunku północno-wschodnim do suchej w tym miejscu doliny Pienińskiego Potoku. Górą łączą się z polaną Za Skałką, która znajduje się na stoku zachodnim, opadającym do doliny Zagrońskiego Potoku. Obydwie polany są poza szlakiem turystycznym w obrębie Pienińskiego Parku Narodowego.
Dzięki specyficznym warunkom glebowym, klimatycznym i geograficznym łąki i polany Pienińskiego Parku Narodowego były siedliskiem bardzo bogatym gatunkowo. Rosły na nich także liczne gatunki storczyków. Zmiana lub zaprzestanie ich użytkowania sprawiło, że zmniejszyła się ich różnorodność gatunkowa. W latach 1986–1988 na polanie Wydziorki zanotowano występowanie dwóch rzadkich gatunków storczyków: kukułka bzowa (Dactylorhiza sambucina) i kukułka Fuchsa (Dactylorhiza fuchsii). Obecnie na większości łąk Pienińskiego Parku Narodowego storczyki już nie występują, lub występują tylko 1–2 pospolite gatunki.
W 1987 r. J. Kiszka na polanie Wydziorki znalazł rzadki gatunek porosta jaskrawiec drobniutki (Xanthocarpia crenulatella).
Polana znajduje się na obszarze Pienińskiego Parku Narodowego, w granicach Krościenka nad Dunajcem w województwie małopolskim, w powiecie nowotarskim.

## Przypisy

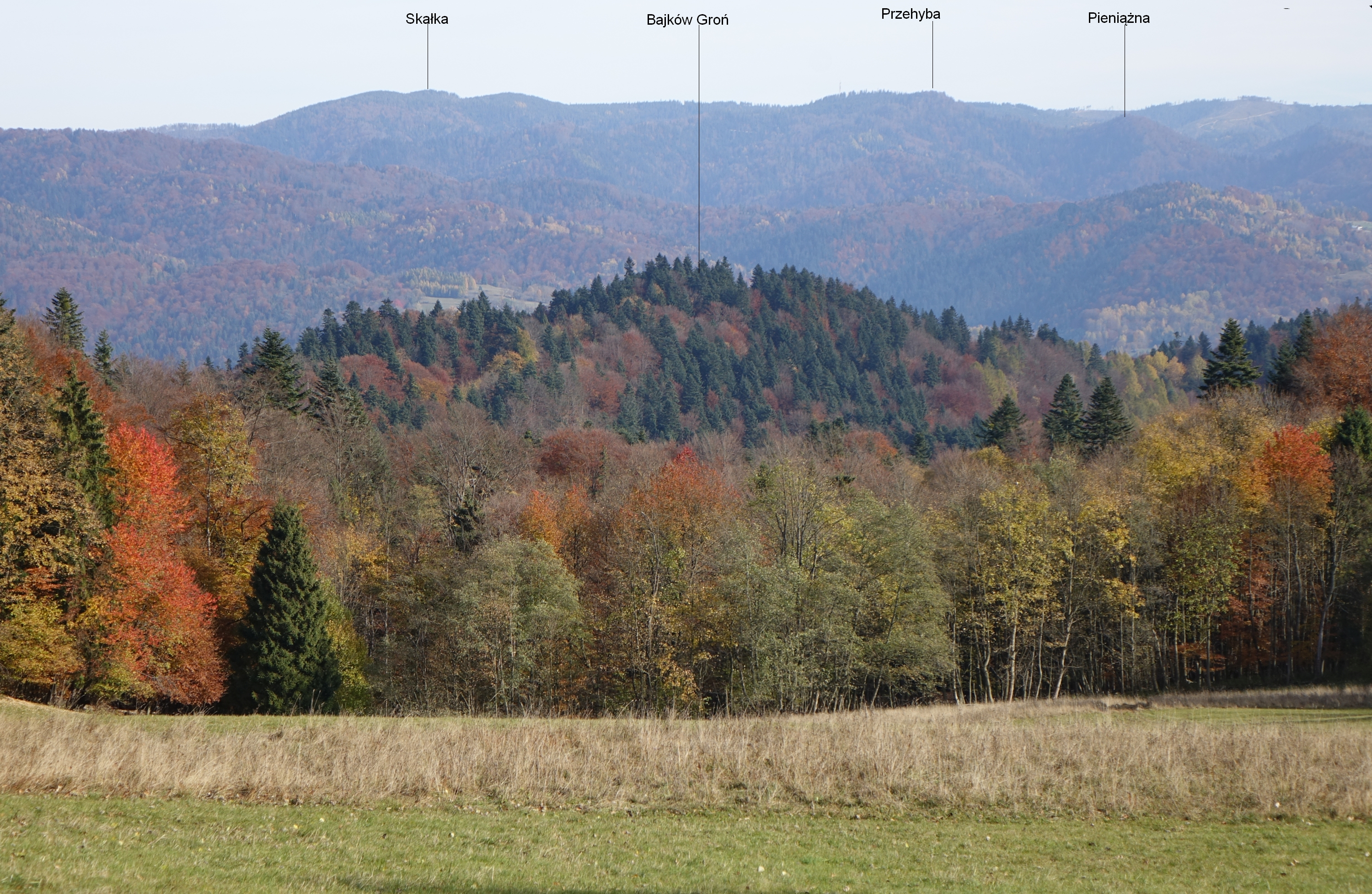